# دير رقاد السيدة حماطورة

## الموقع
كأيقونة صامدة على صخور شمال لبنان، يقع دير رقاد والدة الإله حماطورة للروم الأرثوذكس في بلدة كوسبا (الكورة، طرابلس) على شير صخري على طريق الكورة- الأرز.

## التأسيس
يعود الدير إلى القرن الخامس ميلادي، حيث يطابق المذبح مع مذابح الكنائس والأديرة في ذلك العصر، رغم تعرضه لتغيرات جذريّة في ما يتعلق بهندسته المعماريّة من جراء الزلازل والحروب التي لحقت به. وتعود الأيقونات المنقوشة على جدرانه إلى حقبات مختلفة، من القرن الخامس والسادس، ولكن القسم الأكبر منها رسم في القرن العاشر إثر حرب الأيقونات التي بدأت بعد صدور قرار عن الإمبراطور آنذاك بمنع تكريم الأيقونات في الكنائس، فباشر الجنود بتلفها والتعرض إليها بمختلف الوسائل...

## معنى دير حماطورة
دير حماطورة (معناه نبع الجبل) كان في ما مضى مدرسة لتعليم الإكليروس، ويتدرّب فيه الرهبان قبل الكهنوت وإرسالهم إلى الخدمة "ليفيضوا كالنبع"، ويُعتبر شاهداً على التاريخ المحفور في حجاره.

## أهم مميزات الدير
يتميّز دير رقاد السيدة حماطورة بجداريّات تعود للقرون الوسطى تُجسّد مراحل من الكتاب المقدس . يضم الدّير كنيستيْن ومحبستيْن وديراً للقدّيس جاورجيوس.مؤخراً، بُنيت خلايا يعيش فيها أكثر من عشرين راهباً. ويضم بين حناياه رُفات القديس يعقوب الحماطوري الذي ترك بصمة بتاريخ الدير في نهاية القرن الثالث عشر وتحوي الكنيسة اليوم على العديد من الأيقونات أبرزها للقديس يعقوب الحماطوري، القديسّين حنّة ويواكيم جديّ المسيح، القديسة مريم العذراء، والقديس يوحنا المعمدان.  يتعذر الوصول إلى الدير المبني على جرف صخري في وادي قاديشا إلا سيراً على الأقدام صعوداً.

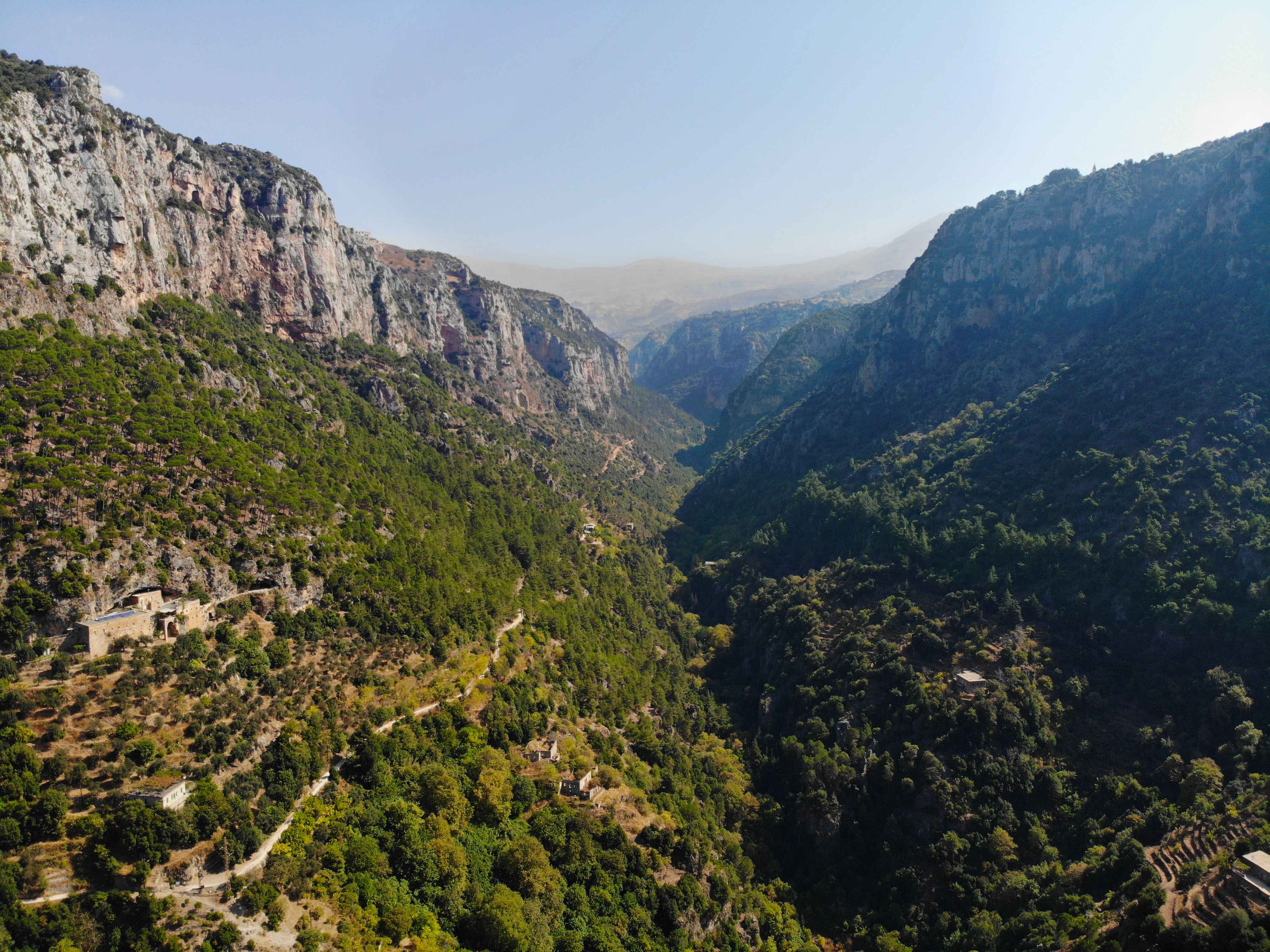
صورة لوادي قاديشا حيث الدير مبني على جرف صخري في هذا الوادي.